# Pecos (Nouveau-Mexique)
La ville de Pecos est située dans le comté de San Miguel, dans l’État du Nouveau-Mexique, aux États-Unis. Elle comptait 1 441 habitants lors du recensement de 2010, dont une majorité de Latinos.

## Démographie
| Groupe            | Pecos | Nouveau-Mexique | États-Unis |
| ----------------- | ----- | --------------- | ---------- |
| Blancs            | 64,8  | 68,4            | 72,4       |
| Autres            | 26,7  | 15,1            | 6,2        |
| Métis             | 5,1   | 3,8             | 2,9        |
| Amérindiens       | 2,1   | 9,4             | 0,9        |
| Afro-Américains   | 0,9   | 2,1             | 12,6       |
| Asiatiques        | 0,4   | 1,4             | 4,8        |
| Total             | 100   | 100             | 100        |
|                   |       |                 |            |
| Latino-Américains | 79,7  | 46,3            | 16,7       |

Selon l'American Community Survey, pour la période 2011-2015, 67,11 % de la population âgée de plus de 5 ans déclare parler l'espagnol à la maison, 31,02 % l'anglais et 1,26 % l'allemand.

## Source
- (en) Cet article est partiellement ou en totalité issu de l’article de Wikipédia en anglais intitulé « Pecos, New Mexico » (voir la liste des auteurs).

1. ↑  (en) « Population of Pecos, NM - Census 2010 and 2000 », sur censusviewer.com (consulté le 4 mars 2016).
2. ↑  (en) « Population of New Mexico - Census 2010 and 2000 », sur censusviewer.com (consulté le 28 mai 2017).
3. ↑  (en) « Language spoken at home by ability to speak English for the population 5 years and over », sur factfinder.census.gov.